# Pelastoneurus reavelli
Pelastoneurus reavelli är en tvåvingeart som beskrevs av Grichanov 2004. Pelastoneurus reavelli ingår i släktet Pelastoneurus och familjen styltflugor. Inga underarter finns listade i Catalogue of Life.